# میخیلو سریچوک
میخیلو سریچوک (اوکراینی: Михайло Миколайович Сергійчук؛ زادهٔ ۲۹ ژوئیهٔ ۱۹۹۱) بازیکن فوتبال اهل اوکراین است.
از باشگاه‌هایی که در آن بازی کرده‌است می‌توان به باشگاه فوتبال فورسکلا پولتاوا، باشگاه فوتبال اوورلا اوژهورود، و باشگاه فوتبال کارپاتی لویو اشاره کرد.